# Bruno Zarrillo
Bruno Zarrillo (né le 5 septembre 1966 à Winnipeg au Manitoba, Canada) est un ancien joueur de hockey sur glace professionnel d'origine italienne.

## Carrière de joueur
Zarrillo déménage rapidement en Italie pour jouer au hockey. Il joue avec le Latemar HC pour une saison avant de joindre le HC Bolzano, où il amassant 133 points à sa première saison et 114 la suivante ; il remporte le championnat italien en 1990 avec Bolzano. Dès lors, Zarrillo est un joueur régulier de l'équipe nationale italienne.
Il remporte un second titre avec Bolzano avant de s'expatrier en Allemagne, rejoignant le Kölner Haie du Championnat d'Allemagne de hockey sur glace. Il passe les quatre saisons suivantes à Cologne, puis l'autre avec les Nürnberg Ice Tigers. Il fait ensuite un passage avec le HC Sierre-Anniviers et le SC Langenthal avant de retourner en Italie, rejoignant les rangs du HC Milano, terminant sa carrière en 2004 avec les Vipers.

## Carrière internationale
Bruno Zarrillo dispute 170 matches avec l'Équipe d'Italie de hockey sur glace, prenant part à 8 championnats du monde dans la division élite et la première division, en plus de deux Jeux olympiques, en 1992 et 1994.